# 优伶
優伶，或稱伶人，所指的是具有身段本事突出的演藝人員。古漢語裡優和伶都是演員的意思。現在伶人或伶多指戲曲演員，有時中文裡也會把外國傳統戲劇演員稱為「伶」，如日本能劇、歌舞伎演員，以及西方歌劇演員等。「優」很少在現代漢語中指演員，但日語到現在還是把演員稱為「優」，如俳優（演員，中文「俳優」本意為滑稽演員）、男優（男演員）、女優（女演員）、聲優（配音員）等。

## 外部連結
[在维基数据编辑]
 《欽定古今圖書集成·博物彙編·藝術典·優伶部》，出自陈梦雷《古今圖書集成》